# Italian Music Awards
Italian Music Awards — нагорода створена у 2001 році «Федерацією італійської музичної індустрії», щоб відзначати досягнення в італійському музичному бізнесі і також за межами Італії.
За час існування нагорода була вручена 400 особам, у тому числі музичним видавцям, журналістам, ді-джеям, музичним продюсерам, менеджерам, продавцям і споживачам.